# Olympische Sommerspiele 2016/Teilnehmer (Russland)
| Gelbes Symbol für Goldmedaillen mit stilisierten Olympischen Ringen | Graues Symbol für Silbermedaillen mit stilisierten Olympischen Ringen | Braundes Symbol für Bronzemedaillen mit stilisierten Olympischen Ringen |
| ------------------------------------------------------------------- | --------------------------------------------------------------------- | ----------------------------------------------------------------------- |
| 19                                                                  | 17                                                                    | 20                                                                      |

Russland nahm unter Auflage an den Olympischen Spielen 2016 in Rio de Janeiro teil. Es war die insgesamt neunte Teilnahme an Olympischen Sommerspielen.
Zusätzlich zur sportlichen Qualifikation wurde verlangt, ein russischer Teilnehmer müsse hinreichend frei vom Verdacht sein, Doping zu betreiben, was vor allem bei Dopingtests im Ausland und fehlender Dopingsperre im Verlauf der Karriere angenommen wurde. Diese Auflage wurde wegen mangelhafter Dopingkontrollen russischer Institutionen verhängt. Die internationalen Sportföderationen entschieden über die Starterlaubnis. In manchen Sportarten konnten russische Sportler nachnominiert werden, in anderen fielen die Startplätze an andere Nationen.

## Sanktionen der Sportverbände gegen russische Athleten
| Übersicht über die Entscheidungen der einzelnen internationalen Sportverbände der olympischen Sommersportarten über die Teilnahme russischer Athleten | Übersicht über die Entscheidungen der einzelnen internationalen Sportverbände der olympischen Sommersportarten über die Teilnahme russischer Athleten | Übersicht über die Entscheidungen der einzelnen internationalen Sportverbände der olympischen Sommersportarten über die Teilnahme russischer Athleten | Übersicht über die Entscheidungen der einzelnen internationalen Sportverbände der olympischen Sommersportarten über die Teilnahme russischer Athleten                                                      | Übersicht über die Entscheidungen der einzelnen internationalen Sportverbände der olympischen Sommersportarten über die Teilnahme russischer Athleten | Übersicht über die Entscheidungen der einzelnen internationalen Sportverbände der olympischen Sommersportarten über die Teilnahme russischer Athleten | Übersicht über die Entscheidungen der einzelnen internationalen Sportverbände der olympischen Sommersportarten über die Teilnahme russischer Athleten |
| Sportverband für | Kürzel | Entscheidung | Bemerkungen | Anzahl der qualifizierten/nominierten Athleten | Anzahl der gesperrten Athleten | Anzahl der startenden Athleten |
| --- | --- | --- | --- | --- | --- | --- |
| Badminton | BWF | Keine Sperre | | 4 | | 4 |
| Basketball | FIBA | – | Russland konnte sich nicht qualifizieren | Russland konnte sich nicht qualifizieren | Russland konnte sich nicht qualifizieren | Russland konnte sich nicht qualifizieren |
| Bogenschießen | WA | Keine Sperre | | 3 | | 3 |
| Boxen | AIBA | Keine Sperre | | 11 | | 11 |
| Fechten | FIE | Keine Sperre | | 16 + 4 Ersatz | | 16 + 4 Ersatz |
| Fußball | FIFA | – | Russland konnte sich nicht qualifizieren | Russland konnte sich nicht qualifizieren | Russland konnte sich nicht qualifizieren | Russland konnte sich nicht qualifizieren |
| Gewichtheben | IWF | Sperre | Betroffen waren drei Frauen und fünf Männer | 8 | 8 | |
| Golf | IGF | Keine Sperre | | 1 | | 1 |
| Handball | IHF | Keine Sperre | Die Frauenmannschaft hatte sich qualifiziert | 14 | | 14 |
| Hockey | FIH | – | Russland konnte sich nicht qualifizieren | Russland konnte sich nicht qualifizieren | Russland konnte sich nicht qualifizieren | Russland konnte sich nicht qualifizieren |
| Judo | IJF | Keine Sperre | | 11 | | 11 |
| Kanu | ICF | Teilsperre | 5 Kanurennsportler ausgeschlossen | 24 | 5 | 19 |
| Leichtathletik | IAAF | Sperre | Der IAAF sperrte schon vor der IOC-Entscheidung die russischen Leichtathleten mit Ausnahme von der Weitspringerin Darja Klischina. Damit ist auch die Aufdeckerin des Skandals, Julija Stepanowa, gesperrt | 69 | 68 | 1 |
| Moderner Fünfkampf | UIPM | Teilsperre | Maxim Kustow und Ilja Frolow wurden ausgeschlossen; Frolow war Reserve | 4 + 1 Reserve | 2 | 3 |
| Radsport | UCI | Teilsperre | 3 Sportler wurden ausgeschlossen | 15 | 3 | 12 |
| Reiten | FEI | Keine Sperre | | 5 | | 5 |
| Ringen | UWW | Keine Sperre | | 17 | | 17 |
| Rudern | FISA | Teilsperre | Der Verband begründete die Sperrung der Athleten mit den Unregelmäßigkeiten im Moskauer Anti-Doping-Labor, so dass die Athleten nicht genügend überprüft worden sind                                       | 28 | 19 | 4 (9) |
| 7er-Rugby | IRB | – | Russland konnte sich nicht qualifizieren | Russland konnte sich nicht qualifizieren | Russland konnte sich nicht qualifizieren | Russland konnte sich nicht qualifizieren |
| Schießen | ISSF | Keine Sperre | | 18 | | 18 |
| Schwimmsport | FINA | Keine Sperre | | 69 + (4) | | 69 |
| Segeln | World Sailing | Keine Sperre | | 7 | | 7 |
| Taekwondo | WTF | Keine Sperre | | 3 | | 3 |
| Tennis | ITF | Keine Sperre | | 8 | | 8 |
| Tischtennis | ITTF | Keine Sperre | | 3 | | 3 |
| Triathlon | ITU | Keine Sperre | | 6 | | 6 |
| Turnsport | FIG | Keine Sperre | | 20 | | 20 |
| Volleyball | FIVB | Keine Sperre | Sergei Tetjuchin, der Olympiasieger in Volleyball in London war Fahnenträger für Russland bei der Eröffnungsfeier                                                                                          | 47 | | 47 |

## Medaillen

### Medaillenspiegel
| Medaillenspiegel Russland | Medaillenspiegel Russland  | Medaillenspiegel Russland    | Medaillenspiegel Russland | Medaillenspiegel Russland | Medaillenspiegel Russland |
| Platz                     | Sportart                   | Goldmedaille – Olympiasieger | Silbermedaille – 2. Platz | Bronzemedaille – 3. Platz | Gesamt                    |
| ------------------------- | -------------------------- | ---------------------------- | ------------------------- | ------------------------- | ------------------------- |
| 1                         | Ringen                     | 4                            | 3                         | 2                         | 9                         |
| 2                         | Fechten                    | 4                            | 1                         | 2                         | 7                         |
| 3                         | Rhythmische Sportgymnastik | 2                            | 1                         | –                         | 3                         |
| 4                         | Judo                       | 2                            | –                         | 1                         | 3                         |
| 5                         | Synchronschwimmen          | 2                            | –                         | –                         | 2                         |
| 6                         | Gerätturnen                | 1                            | 4                         | 3                         | 8                         |
| 7                         | Boxen                      | 1                            | –                         | 3                         | 4                         |
| 8                         | Handball                   | 1                            | –                         | –                         | 1                         |
| 8                         | Moderner Fünfkampf         | 1                            | –                         | –                         | 1                         |
| 8                         | Tennis                     | 1                            | –                         | –                         | 1                         |
| 11                        | Schießen                   | –                            | 2                         | 2                         | 4                         |
| 11                        | Schwimmen                  | –                            | 2                         | 2                         | 4                         |
| 13                        | Radsport                   | –                            | 2                         | 1                         | 3                         |
| 14                        | Bogenschießen              | –                            | 1                         | –                         | 1                         |
| 14                        | Taekwondo                  | –                            | 1                         | –                         | 1                         |
| 16                        | Kanu                       | –                            | –                         | 2                         | 2                         |
| 17                        | Segeln                     | –                            | –                         | 1                         | 1                         |
| 17                        | Wasserball                 | –                            | –                         | 1                         | 1                         |
| Total                     | Total                      | 19                           | 17                        | 20                        | 56                        |

## Teilnehmer nach Sportarten

### Badminton
| Athleten                     | Wettbewerb | Gruppenphase                                                                          | Gruppenphase                                                    | Gruppenphase | Gruppenphase | Achtelfinale  | Achtelfinale  | Viertelfinale      | Viertelfinale             | Halbfinale    | Halbfinale    | Finale        | Finale        | Rang          |
| Athleten                     | Wettbewerb | Gegner                                                                                | Ergebnis                                                        | Punkte       | Rang         | Gegner        | Ergebnis      | Gegner             | Ergebnis                  | Gegner        | Ergebnis      | Gegner        | Ergebnis      | Rang          |
| ---------------------------- | ---------- | ------------------------------------------------------------------------------------- | --------------------------------------------------------------- | ------------ | ------------ | ------------- | ------------- | ------------------ | ------------------------- | ------------- | ------------- | ------------- | ------------- | ------------- |
| Frauen                       |            |                                                                                       |                                                                 |              |              |               |               |                    |                           |               |               |               |               |               |
| Natalja Perminowa            | Einzel     | Tai Tzu-ying Elisabeth Baldauf                                                        | 0:2 (12:21, 9:21) 2:0 (21:17, 21:8)                             | 63:67        | 2            | ausgeschieden | ausgeschieden | ausgeschieden      | ausgeschieden             | ausgeschieden | ausgeschieden | ausgeschieden | ausgeschieden | ausgeschieden |
| Männer                       |            |                                                                                       |                                                                 |              |              |               |               |                    |                           |               |               |               |               |               |
| Wladimir Malkow              | Einzel     | Lin Dan Nguyễn Tiến Minh David Obernosterer                                           | 0:2 (18:21, 7:21) 1:2 (21:15, 9:21, 13:21) 2:0 (21:11, 21:10)   | 110:120      | 3            | ausgeschieden | ausgeschieden | ausgeschieden      | ausgeschieden             | ausgeschieden | ausgeschieden | ausgeschieden | ausgeschieden | ausgeschieden |
| Wladimir Iwanow Iwan Sosonow | Doppel     | Lee Yong-dae Yoo Yeon-seong Lee Sheng-mu Tsai Chia-hsin Matthew Chau Sawan Serasinghe | 2:0 (21:17, 19:21, 21:16) 2:0 (21:11, 22:20) 2:1 (21:16, 21:16) | 146:117      | 1            | –             | –             | Chai Biao Hong Wei | 1:2 (13:21, 21:16, 16:21) | ausgeschieden | ausgeschieden | ausgeschieden | ausgeschieden | 5             |

### Beachvolleyball
| Athleten                                      | Gruppenphase                                                                   | Gruppenphase | Gruppenphase | Gruppenphase | Achtelfinale            | Achtelfinale | Viertelfinale    | Viertelfinale | Halbfinale     | Halbfinale    | Finale             | Finale        | Rang |
| Athleten                                      | Gegner                                                                         | Ergebnis     | Punkte       | Rang         | Gegner                  | Ergebnis     | Gegner           | Ergebnis      | Gegner         | Ergebnis      | Gegner             | Ergebnis      | Rang |
| --------------------------------------------- | ------------------------------------------------------------------------------ | ------------ | ------------ | ------------ | ----------------------- | ------------ | ---------------- | ------------- | -------------- | ------------- | ------------------ | ------------- | ---- |
| Frauen                                        |                                                                                |              |              |              |                         |              |                  |               |                |               |                    |               |      |
| Jewgenija Ukolowa Jekaterina Birlowa          | Fendrick / Sweat Brzostek / Kołosińska Talita / Larissa Hermannová / Sluková * | 2:1 0:2 2:1  | 4            | 3            | Liliana / Baquerizo     | 2:0          | Àgatha / Bárbara | 0:2           | ausgeschieden  | ausgeschieden | ausgeschieden      | ausgeschieden | 5    |
| Männer                                        |                                                                                |              |              |              |                         |              |                  |               |                |               |                    |               |      |
| Dmitri Barsuk Nikita Ljamin                   | Kantor / Łosiak Brouwer / Meeuwsen Böckermann / Flüggen                        | 2:0 0:2 2:0  | 5            | 2            | Pedro Solberg / Evandro | 2:1          | Nicolai / Lupo   | 1:2           | ausgeschieden  | ausgeschieden | ausgeschieden      | ausgeschieden | 5    |
| Konstantin Semjonow Wjatscheslaw Krassilnikow | Fijałek / Prudel Nummerdor / Varenhorst E. Grimalt / M. Grimalt                | 2:0 2:1 2:0  | 6            | 1            | Jefferson / Cherif      | 2:0          | Díaz / González  | 2:1           | Nicolai / Lupo | 1:2           | Brouwer / Meeuwsen | 0:2           | 4    |

* Playoff-Runde „Lucky Losers“

### Bogenschießen
| Athleten                                                | Wettbewerb | Qualifikation | Qualifikation | 1. Runde        | 1. Runde      | 2. Runde       | 2. Runde      | Achtelfinale  | Achtelfinale  | Viertelfinale | Viertelfinale      | Halbfinale    | Halbfinale    | Finale        | Finale        | Rang   |
| Athleten                                                | Wettbewerb | Ringe         | Rang          | Gegner          | Ergebnis      | Gegner         | Ergebnis      | Gegner        | Ergebnis      | Gegner        | Ergebnis           | Gegner        | Ergebnis      | Gegner        | Ergebnis      | Rang   |
| ------------------------------------------------------- | ---------- | ------------- | ------------- | --------------- | ------------- | -------------- | ------------- | ------------- | ------------- | ------------- | ------------------ | ------------- | ------------- | ------------- | ------------- | ------ |
| Frauen                                                  |            |               |               |                 |               |                |               |               |               |               |                    |               |               |               |               |        |
| Tujana Daschidorschijewa                                | Einzel     | 654           | 5             | Karma           | 7–3 (135:122) | Cao Hui        | 4–6 (135:140) | ausgeschieden | ausgeschieden | ausgeschieden | ausgeschieden      | ausgeschieden | ausgeschieden | ausgeschieden | ausgeschieden | 17     |
| Xenija Perowa                                           | Einzel     | 641           | 17            | Natalia Sánchez | 6–4 (130:124) | Inna Stepanowa | 3–7 (131:138) | ausgeschieden | ausgeschieden | ausgeschieden | ausgeschieden      | ausgeschieden | ausgeschieden | ausgeschieden | ausgeschieden | 17     |
| Inna Stepanowa                                          | Einzel     | 643           | 16            | Zahra Nemati    | 6–2 (110:101) | Xenija Perowa  | 7–3 (138:131) | Choi Mi-sun   | 3–7 (137:139) | ausgeschieden | ausgeschieden      | ausgeschieden | ausgeschieden | ausgeschieden | ausgeschieden | 9      |
| Tujana Daschidorschijewa, Xenija Perowa, Inna Stepanowa | Mannschaft | 1938          | 2             | –               | –             | –              | –             | Freilos       | Freilos       | Indien        | 5–4 (SO) (212:208) | Italien       | 5–3 (205:205) | Südkorea      | 1–5 (151:165) | Silber |

### Boxen
| Athleten              | Wettbewerb                   | 1. Runde        | 1. Runde | Achtelfinale               | Achtelfinale  | Viertelfinale    | Viertelfinale | Halbfinale             | Halbfinale    | Finale             | Finale        | Rang          |
| Athleten              | Wettbewerb                   | Gegner          | Ergebnis | Gegner                     | Ergebnis      | Gegner           | Ergebnis      | Gegner                 | Ergebnis      | Gegner             | Ergebnis      | Rang          |
| --------------------- | ---------------------------- | --------------- | -------- | -------------------------- | ------------- | ---------------- | ------------- | ---------------------- | ------------- | ------------------ | ------------- | ------------- |
| Frauen                |                              |                 |          |                            |               |                  |               |                        |               |                    |               |               |
| Anastassija Beljakowa | Leichtgewicht bis 60 kg      | –               | –        | Freilos                    | Freilos       | Mikaela Mayer    | 2:0           | Estelle Mossely        | TKO           | ausgeschieden      | ausgeschieden | Bronze        |
| Jaroslawa Jakuschina  | Mittelgewicht bis 75 kg      | –               | –        | Chen Nien-chin             | 3:0           | Claressa Shields | 0:3           | ausgeschieden          | ausgeschieden | ausgeschieden      | ausgeschieden | ausgeschieden |
| Männer                |                              |                 |          |                            |               |                  |               |                        |               |                    |               |               |
| Wassili Jegorow       | Halbfliegengewicht bis 49 kg | Freilos         | Freilos  | Nico Hernández             | 0:3           | ausgeschieden    | ausgeschieden | ausgeschieden          | ausgeschieden | ausgeschieden      | ausgeschieden | ausgeschieden |
| Michail Alojan        | Fliegengewicht bis 52 kg     | Freilos         | Freilos  | Elie Konki                 | 3:0           | Ceiber Ávila     | 3:0           | Hu Jianguan            | 3:0           | Shahobiddin Zoirov | 0:3           | DSQ           |
| Wladimir Nikitin      | Bantamgewicht bis 56 kg      | Lionel Warawara | 3:0      | Chatchai Butdee            | 2:1           | Michael Conlan   | 3:0           | Shakur Stevenson       | kampflos      | ausgeschieden      | ausgeschieden | Bronze        |
| Adlan Abduraschidow   | Leichtgewicht bis 60 kg      | Thadius Katua   | 3:0      | Reda Benbaziz              | 0:3           | ausgeschieden    | ausgeschieden | ausgeschieden          | ausgeschieden | ausgeschieden      | ausgeschieden | ausgeschieden |
| Witali Dunaizew       | Halbweltergewicht bis 64 kg  | Freilos         | Freilos  | Baatarsüchiin Tschindsorig | 3:0           | Hu Qianxun       | 3:0           | Fazliddin Gʻoibnazarov | 1:2           | ausgeschieden      | ausgeschieden | Bronze        |
| Andrei Samkowoi       | Weltergewicht bis 69 kg      | Rayton Okwiri   | 1:2      | ausgeschieden              | ausgeschieden | ausgeschieden    | ausgeschieden | ausgeschieden          | ausgeschieden | ausgeschieden      | ausgeschieden | ausgeschieden |
| Artjom Tschebotarjow  | Mittelgewicht bis 75 kg      | Freilos         | Freilos  | Kamran Şahsuvarlı          | 1:2           | ausgeschieden    | ausgeschieden | ausgeschieden          | ausgeschieden | ausgeschieden      | ausgeschieden | ausgeschieden |
| Pjotr Chamukow        | Halbschwergewicht bis 81 kg  | Albert Ramírez  | 1:2      | ausgeschieden              | ausgeschieden | ausgeschieden    | ausgeschieden | ausgeschieden          | ausgeschieden | ausgeschieden      | ausgeschieden | ausgeschieden |
| Jewgeni Tischtschenko | Schwergewicht bis 91 kg      | Freilos         | Freilos  | Juan Nogueira              | 3:0           | Clemente Russo   | 3:0           | Rustam Toʻlaganov      | 3:0           | Wassili Lewit      | 3:0           | Gold          |

### Fechten
| Athleten                                                             | Wettbewerb         | 1. Runde        | 1. Runde | 2. Runde               | 2. Runde | Achtelfinale        | Achtelfinale  | Viertelfinale          | Viertelfinale | Halbfinale / Klassifikation | Halbfinale / Klassifikation | Finale / Platzierung | Finale / Platzierung | Rang          |
| Athleten                                                             | Wettbewerb         | Gegner          | Ergebnis | Gegner                 | Ergebnis | Gegner              | Ergebnis      | Gegner                 | Ergebnis      | Gegner                      | Ergebnis                    | Gegner               | Ergebnis             | Rang          |
| -------------------------------------------------------------------- | ------------------ | --------------- | -------- | ---------------------- | -------- | ------------------- | ------------- | ---------------------- | ------------- | --------------------------- | --------------------------- | -------------------- | -------------------- | ------------- |
| Frauen                                                               |                    |                 |          |                        |          |                     |               |                        |               |                             |                             |                      |                      |               |
| Wioletta Kolobowa                                                    | Degen Einzel       | Freilos         | Freilos  | Choi In-jeong          | 12:15    | ausgeschieden       | ausgeschieden | ausgeschieden          | ausgeschieden | ausgeschieden               | ausgeschieden               | ausgeschieden        | ausgeschieden        | ausgeschieden |
| Tatjana Logunowa                                                     | Degen Einzel       | Freilos         | Freilos  | Nozomi Nakano          | 14:15    | ausgeschieden       | ausgeschieden | ausgeschieden          | ausgeschieden | ausgeschieden               | ausgeschieden               | ausgeschieden        | ausgeschieden        | ausgeschieden |
| Ljubow Schutowa                                                      | Degen Einzel       | Freilos         | Freilos  | Vivian Kong            | 10:15    | ausgeschieden       | ausgeschieden | ausgeschieden          | ausgeschieden | ausgeschieden               | ausgeschieden               | ausgeschieden        | ausgeschieden        | ausgeschieden |
| Olga Kotschnewa Wioletta Kolobowa Tatjana Logunowa Ljubow Schutowa   | Degen Mannschaft   | –               | –        | –                      | –        | –                   | –             | Frankreich             | 44:41         | Rumänien                    | 13:45                       | Estland              | 37:31                | Bronze        |
| Inna Deriglasowa                                                     | Florett Einzel     | Freilos         | Freilos  | Bia Bulcão             | 15:6     | Aida Mohamed        | 15:6          | Astrid Guyart          | 15:6          | Aida Schanajewa             | 15:3                        | Elisa Di Francisca   | 12:11                | Gold          |
| Aida Schanajewa                                                      | Florett Einzel     | Freilos         | Freilos  | Taís Rochel            | 15:13    | Jeon Hee-sook       | 15:11         | Ysaora Thibus          | 15:13         | Inna Deriglasowa            | 3:15                        | Inès Boubakri        | 11:15                | 4             |
| Jekaterina Djatschenko                                               | Säbel Einzel       | Seo Ji-yeon     | 15:12    | –                      | –        | Mariel Zagunis      | 15:12         | Jana Jegorjan          | 10:15         | ausgeschieden               | ausgeschieden               | ausgeschieden        | ausgeschieden        | 5             |
| Jana Jegorjan                                                        | Säbel Einzel       | Tania Arrayales | 15:7     | –                      | –        | Vassiliki Vougiouka | 15:11         | Jekaterina Djatschenko | 15:10         | Olha Charlan                | 15:9                        | Sofja Welikaja       | 15:14                | Gold          |
| Sofja Welikaja                                                       | Säbel Einzel       | Bogna Jóźwiak   | 15:5     | –                      | –        | Charlotte Lembach   | 15:14         | Cécilia Berder         | 15:10         | Manon Brunet                | 15:14                       | Jana Jegorjan        | 14:15                | Silber        |
| Jekaterina Djatschenko Julija Gawrilowa Jana Jegorjan Sofja Welikaja | Säbel Mannschaft   | –               | –        | –                      | –        | –                   | –             | Mexiko                 | 45:31         | Vereinigte Staaten          | 45:42                       | Ukraine              | 45:30                | Gold          |
| Männer                                                               |                    |                 |          |                        |          |                     |               |                        |               |                             |                             |                      |                      |               |
| Wadim Anochin                                                        | Degen Einzel       | Freilos         | Freilos  | Maxime Brinck-Croteau  | 15:14    | Max Heinzer         | 7:15          | ausgeschieden          | ausgeschieden | ausgeschieden               | ausgeschieden               | ausgeschieden        | ausgeschieden        | ausgeschieden |
| Anton Awdejew                                                        | Degen Einzel       | Freilos         | Freilos  | Bas Verwijlen          | 15:9     | Kazuyasu Minobe     | 12:15         | ausgeschieden          | ausgeschieden | ausgeschieden               | ausgeschieden               | ausgeschieden        | ausgeschieden        | ausgeschieden |
| Pawel Suchow                                                         | Degen Einzel       | Freilos         | Freilos  | Park Sang-young        | 11:15    | ausgeschieden       | ausgeschieden | ausgeschieden          | ausgeschieden | ausgeschieden               | ausgeschieden               | ausgeschieden        | ausgeschieden        | ausgeschieden |
| Anton Awdejew Wadim Anochin Pawel Suchow Sergei Chodos               | Degen Mannschaft   | –               | –        | –                      | –        | –                   | –             | Ukraine                | 32:45         | Schweiz                     | 28:45                       | Venezuela            | 36:30                | 7             |
| Artur Achmatchusin                                                   | Florett Einzel     | Freilos         | Freilos  | Miles Chamley-Watson   | 15:13    | Alexander Massialas | 9:15          | ausgeschieden          | ausgeschieden | ausgeschieden               | ausgeschieden               | ausgeschieden        | ausgeschieden        | ausgeschieden |
| Timur Safin                                                          | Florett Einzel     | Freilos         | Freilos  | Alexei Tscheremissinow | 15:10    | James-Andrew Davis  | 15:13         | Chen Haiwai            | 15:7          | Daniele Garozzo             | 8:15                        | Richard Kruse        | 15:13                | Bronze        |
| Alexei Tscheremissinow                                               | Florett Einzel     | Freilos         | Freilos  | Timur Safin            | 10:15    | ausgeschieden       | ausgeschieden | ausgeschieden          | ausgeschieden | ausgeschieden               | ausgeschieden               | ausgeschieden        | ausgeschieden        | ausgeschieden |
| Artur Achmatchusin Timur Safin Alexei Tscheremissinow                | Florett Mannschaft | –               | –        | –                      | –        | –                   | –             | Großbritannien         | 45:43         | Vereinigte Staaten          | 45:41                       | Frankreich           | 45:41                | Gold          |
| Nikolai Kowaljow                                                     | Säbel Einzel       | Tamás Decsi     | 15:10    | –                      | –        | Aldo Montano        | 15:13         | Kim Jung-hwan          | 10:15         | ausgeschieden               | ausgeschieden               | ausgeschieden        | ausgeschieden        | 5             |
| Alexei Jakimenko                                                     | Säbel Einzel       | Pantscho Paskow | 14:15    | –                      | –        | ausgeschieden       | ausgeschieden | ausgeschieden          | ausgeschieden | ausgeschieden               | ausgeschieden               | ausgeschieden        | ausgeschieden        | ausgeschieden |

### Golf
| Athleten            | Runde 1 | Runde 2 | Runde 3 | Runde 4 | Gesamt | Par | Rang |
| ------------------- | ------- | ------- | ------- | ------- | ------ | --- | ---- |
| Frauen              |         |         |         |         |        |     |      |
| Marija Wertschenowa | 75      | 70      | 73      | 62      | 280    | −4  | T16  |

### Handball
| Wettbewerb    | Frauen |
| ------------- | --- |
| Athleten      | Anna Sedoikina Wiktorija Kalinina Tatjana Jerochina Anna Wjachirewa Marina Sudakowa Irina Blisnowa Anna Sen Jekaterina Iljina Darja Dmitrijewa Polina Kusnezowa Jekaterina Marennikowa Olga Akopjan Wladlena Bobrownikowa Wiktorija Schilinskaite Maja Petrowa |
| Trainer       | Jewgeni Trefilow |
| Gruppenphase  | Südkorea 30:25 (12:13) Frankreich 26:23 (15:10) Schweden 36:34 (15:18) Argentinien 35:29 (20:18) Niederlande 38:34 (17:16) |
| Viertelfinale | Angola 31:27 (18:14) |
| Halbfinale    | Norwegen 38:37 (18:16, 31:31) |
| Finale        | Frankreich 22:19 (10:7) |
| Platzierung   | Gold |

### Judo
| Athleten             | Wettbewerb  | 1. Runde        | 1. Runde         | 2. Runde           | 2. Runde      | Viertelfinale     | Viertelfinale    | Halbfinale / Trostrunde | Halbfinale / Trostrunde | Finale / Platz 3 | Finale / Platz 3 | Rang          |
| Athleten             | Wettbewerb  | Gegner          | Ergebnis         | Gegner             | Ergebnis      | Gegner            | Ergebnis         | Gegner                  | Ergebnis                | Gegner           | Ergebnis         | Rang          |
| -------------------- | ----------- | --------------- | ---------------- | ------------------ | ------------- | ----------------- | ---------------- | ----------------------- | ----------------------- | ---------------- | ---------------- | ------------- |
| Frauen               |             |                 |                  |                    |               |                   |                  |                         |                         |                  |                  |               |
| Irina Dolgowa        | bis 48 kg   | S.M. Kim        | 100s0:000s1      | P. Pareto          | 000s1:102s1   | ausgeschieden     | ausgeschieden    | ausgeschieden           | ausgeschieden           | ausgeschieden    | ausgeschieden    | 9             |
| Natalja Kusjutina    | bis 52 kg   | Freilos         | Freilos          | E. Guica           | 002s0:000s1   | M. Nakamura       | 000s0:100s0      | C. Legentil             | 000s3:100s2             | ausgeschieden    | ausgeschieden    | 7             |
| Irina Sabludina      | bis 57 kg   | Darcina Manuel  | 000s1:001s2      | ausgeschieden      | ausgeschieden | ausgeschieden     | ausgeschieden    | ausgeschieden           | ausgeschieden           | ausgeschieden    | ausgeschieden    | ausgeschieden |
| Jekaterina Walkowa   | bis 63 kg   | A. van Emden    | 000s3:000s1      | ausgeschieden      | ausgeschieden | ausgeschieden     | ausgeschieden    | ausgeschieden           | ausgeschieden           | ausgeschieden    | ausgeschieden    | ausgeschieden |
| Xenija Tschibissowa  | über 78 kg  | J. Külbs        | 101s1:000s0      | I. Ortíz           | 000s0:100s0   | ausgeschieden     | ausgeschieden    | ausgeschieden           | ausgeschieden           | ausgeschieden    | ausgeschieden    | 9             |
| Männer               |             |                 |                  |                    |               |                   |                  |                         |                         |                  |                  |               |
| Beslan Mudranow      | bis 60 kg   | J. Mooren       | 002s2:000s0      | Howhannes Dawtjan  | 001s2:000s3   | W.J. Kim          | 100s1:000s2      | Amiran Papinaschwili    | 100s1:000s2             | Y. Smetov        | 010s0:000s0      | Gold          |
| Michail Puljajew     | bis 66 kg   | A. Bouchard     | 000s0:100s0 (GS) | ausgeschieden      | ausgeschieden | ausgeschieden     | ausgeschieden    | ausgeschieden           | ausgeschieden           | ausgeschieden    | ausgeschieden    | 17            |
| Denis Jarzew         | bis 73 kg   | P. Duprat       | 000s0:000s1      | Saiyinjirigala     | 100s1:000s1   | D. van Tichelt    | 010s0:011s2      | L. Schawdatuaschwili    | 001s0:100s0             | ausgeschieden    | ausgeschieden    | 7             |
| Chassan Chalmursajew | bis 81 kg   | S. Mollaei      | 000s2:000s3      | M. Abdelaal        | 010s1:000s2   | A. Valois-Fortier | 010s1:000s1 (GS) | S. Toma                 | 100s2:000s2 (GS)        | T. Stevens       | 100s0:000s0      | Gold          |
| Kirill Denissow      | bis 90 kg   | M. Mehdiyev     | 000s2:100s2      | ausgeschieden      | ausgeschieden | ausgeschieden     | ausgeschieden    | ausgeschieden           | ausgeschieden           | ausgeschieden    | ausgeschieden    | 17            |
| Tagir Chaibuljajew   | bis 100 kg  | E. Gasimov      | 000s2:011s1      | ausgeschieden      | ausgeschieden | ausgeschieden     | ausgeschieden    | ausgeschieden           | ausgeschieden           | ausgeschieden    | ausgeschieden    | 17            |
| Renat Saidow         | über 100 kg | D. Allerstorfer | 001s1:000s1      | R. Silva Brasilien | 000s2:100s1   | ausgeschieden     | ausgeschieden    | ausgeschieden           | ausgeschieden           | ausgeschieden    | ausgeschieden    | 9             |

### Kanu

#### Kanurennsport
Am 26. Juli 2016 gab der Internationale Kanuverband den Ausschluss von fünf russischen Kanurennsportlern bekannt: Jelena Anjuschina, Natalja Podolskaja, Alexander Djatschenko, Andrei Kraitor und Alexei Korowaschkow wurden aufgrund der im McLaren-Report aufgedeckten Dopingpraktiken von den Spielen ausgeschlossen. Nach Einspruch beim CAS wurden Jelena Anjuschina und Andrei Kraitor nachträglich eine Starterlaubnis erteilt.
| Athleten                                                        | Wettbewerb | Vorlauf      | Vorlauf | Halbfinale   | Halbfinale | Finale       | Finale | Rang   |
| Athleten                                                        | Wettbewerb | Zeit         | Rang    | Zeit         | Rang       | Zeit         | Rang   | Rang   |
| --------------------------------------------------------------- | ---------- | ------------ | ------- | ------------ | ---------- | ------------ | ------ | ------ |
| Frauen                                                          |            |              |         |              |            |              |        |        |
| Jelena Anjuschina                                               | K-1 500 m  | 1:52,597 min | 3       | 1:57,229 min | 4          | 1:57,202 min | 1      | 9      |
| Jelena Anjuschina Kira Stepanowa                                | K-2 500 m  | 1:45,906 min | 5       | 1:42,439 min | 2          | 1:46,319 min | 5      | 5      |
| Männer                                                          |            |              |         |              |            |              |        |        |
| Jewgeni Lukanzow                                                | K-1 200 m  | 35,245 s     | 4       | 35,567 s     | 7          | 37,482 s     | 6      | 14     |
| Roman Anoschkin                                                 | K-1 1000 m | 3:37,296 min | 5       | 3:34,833 min | 1          | 3:33,363 min | 3      | Bronze |
| Roman Anoschkin Kirill Ljapunow Wassili Pogreban Oleg Schestkow | K-4 1000 m | 2:56,662 min | 4       | 3:01,065 min | 4          | 3:06,825 min | 1      | 9      |
| Andrei Kraitor                                                  | C-1 200 m  | 39,985 s     | 1       | 40,394 s     | 1          | 40,105 s     | 6      | 6      |
| Ilja Schtokalow                                                 | C-1 1000 m | 4:02,626 min | 3       | 3:58,259 min | 1          | 4:00,963 min | 3      | Bronze |
| Ilja Schtokalow Ilja Perwuchin                                  | C-2 1000 m | 3:43,105 min | 3       | 3:42,127 min | 3          | 3:46,776 min | 5      | 5      |

#### Kanuslalom
| Athleten                         | Wettbewerb | Vorlauf  | Vorlauf | Halbfinale | Halbfinale | Finale        | Finale        | Rang          |
| Athleten                         | Wettbewerb | Zeit     | Rang    | Zeit       | Rang       | Zeit          | Rang          | Rang          |
| -------------------------------- | ---------- | -------- | ------- | ---------- | ---------- | ------------- | ------------- | ------------- |
| Frauen                           |            |          |         |            |            |               |               |               |
| Marta Charitonowa                | K-1        | 104,72 s | 8       | 160,39 s   | 15         | ausgeschieden | ausgeschieden | ausgeschieden |
| Männer                           |            |          |         |            |            |               |               |               |
| Pawel Eigel                      | K-1        | 88,57 s  | 6       | 92,43 s    | 7          | 92,62 s       | 9             | 9             |
| Alexander Lipatow                | C-1        | 98,72 s  | 10      | 104,69 s   | 13         | ausgeschieden | ausgeschieden | ausgeschieden |
| Michail Kusnezow Dmitri Larionow | C-2        | 107,39 s | 8       | 112,39 s   | 8          | 106,70 s      | 6             | 6             |

### Leichtathletik
Springen und Werfen 
| Athleten        | Wettbewerb | Qualifikation | Qualifikation | Finale     | Finale | Rang |
| Athleten        | Wettbewerb | Weite/Höhe    | Rang          | Weite/Höhe | Rang   | Rang |
| --------------- | ---------- | ------------- | ------------- | ---------- | ------ | ---- |
| Frauen          |            |               |               |            |        |      |
| Darja Klischina | Weitsprung | 6,64 m        | 8             | 6,63 m     | 9      | 9    |

### Moderner Fünfkampf
| Athleten            | Fechten | Fechten | Schwimmen   | Schwimmen | Reiten | Reiten | Combined     | Combined | Punkte | Rang |
| Athleten            | Bilanz  | Punkte  | Zeit        | Punkte    | Zeit   | Punkte | Zeit         | Punkte   | Punkte | Rang |
| ------------------- | ------- | ------- | ----------- | --------- | ------ | ------ | ------------ | -------- | ------ | ---- |
| Frauen              |         |         |             |           |        |        |              |          |        |      |
| Gulnas Gubaidullina | 8:27    | 148     | 2:07,94 min | 317       | 10     | 290    | 12:30,76 min | 550      | 1305   | 14   |
| Donata Rimšaitė     | 17:18   | 202     | 2:22,09 min | 274       | 16     | 284    | 12:32,67 min | 548      | 1308   | 11   |
| Männer              |         |         |             |           |        |        |              |          |        |      |
| Alexander Lessun    | 28:7    | 268     | 2:05,58 min | 324       | 21     | 279    | 11:32,35 min | 608      | 1479   | Gold |

### Radsport

#### Bahn
| Athleten                             | Wettbewerb | Qualifikation | Qualifikation | Finals        | Finals             | Rang   |
| Athleten                             | Wettbewerb | Zeit          | Rang          | Zeit          | Rang               | Rang   |
| ------------------------------------ | ---------- | ------------- | ------------- | ------------- | ------------------ | ------ |
| Frauen                               |            |               |               |               |                    |        |
| Darja Schmeljowa                     | Sprint     | 11,230 s      | 22            | ausgeschieden | ausgeschieden      | 22     |
| Anastassija Woinowa                  | Sprint     | 10,985 s      | 11            | Finale 5–8    | 4                  | 8      |
| Darja Schmeljowa                     | Keirin     |               |               |               | nicht qualifiziert | 13     |
| Anastassija Woinowa                  | Keirin     |               |               |               | 4                  | 4      |
| Darja Schmeljowa Anastassija Woinowa | Teamsprint | 32,655 s      | 2             | 32,401        | 2                  | Silber |
| Männer                               |            |               |               |               |                    |        |
| Denis Dmitrijew                      | Sprint     | 9,774 s       | 4             |               |                    | Bronze |
| Nikita Schurschin                    | Sprint     | 10,418 s      | 26            | ausgeschieden | ausgeschieden      | 26     |
| Denis Dmitrijew                      | Keirin     |               |               |               |                    | 13     |

#### Straße
| Athleten           | Wettbewerb       | Zeit          | Rang          |
| ------------------ | ---------------- | ------------- | ------------- |
| Frauen             |                  |               |               |
| Olga Sabelinskaja  | Straßenrennen    | 3:55:52 h     | 16            |
| Olga Sabelinskaja  | Einzelzeitfahren | 44:31,97 min  | Silber        |
| Männer             |                  |               |               |
| Sergei Tschernezki | Straßenrennen    | 6:19:43 h     | 31            |
| Pawel Kotschetkow  | Straßenrennen    | 6:22:23 h     | 38            |
| Alexei Kurbatow    | Straßenrennen    | nicht beendet | nicht beendet |
| Pawel Kotschetkow  | Einzelzeitfahren | 1:20:07,59 h  | 28            |

#### Mountainbike
| Athleten         | Wettbewerb    | Zeit      | Rang |
| ---------------- | ------------- | --------- | ---- |
| Frauen           |               |           |      |
| Irina Kalentjewa | Cross-Country | 1:36:54 h | 17   |
| Männer           |               |           |      |
| Anton Sinzow     | Cross-Country | 1:37:38 h | 12   |

#### BMX
| Athleten             | Wettbewerb | Qualifikation | Qualifikation | Viertelfinale | Viertelfinale | Halbfinale    | Halbfinale    | Finale        | Finale        | Rang          |
| Athleten             | Wettbewerb | Zeit          | Rang          | Punkte        | Rang          | Punkte        | Rang          | Zeit          | Rang          | Rang          |
| -------------------- | ---------- | ------------- | ------------- | ------------- | ------------- | ------------- | ------------- | ------------- | ------------- | ------------- |
| Frauen               |            |               |               |               |               |               |               |               |               |               |
| Jaroslawa Bondarenko | Race       | 35,682 s      | 11            | –             | –             | 13            | 4             | 36,017 s      | 5             | 5             |
| Männer               |            |               |               |               |               |               |               |               |               |               |
| Jewgeni Komarow      | Race       | 36,958 s      | 30            | 16            | 6             | ausgeschieden | ausgeschieden | ausgeschieden | ausgeschieden | ausgeschieden |

### Reiten
Russland erhielt im Dressurreiten zwei Einzelstartplätze. Im Vielseitigkeitsreiten konnte Russland aufgrund von drei Einzelstartplätzen auch eine Mannschaft stellen.
Der Weltpferdesportverband FEI nahm gegen die fünf nominierten Reiter keine Sperren vor. FEI-Präsident Ingmar De Vos begründete dies damit, dass die nominierten Reiter und Pferde in den vergangenen Jahren bei Doping-Tests kein positives Ergebnis gehabt hätten. Eine Bestrafung für das Fehlverhalten anderer Sportarten sei gegenüber den Reitern daher nicht fair gewesen.
| Dressur                       |            |            |            |         |      |
| Athleten                      | Wettbewerb | Prozent    | Prozent    | Prozent | Rang |
| Athleten                      | Wettbewerb | Grand Prix | GP Spécial | GP Kür  | Rang |
| Inessa Merkulowa mit Mister X | Einzel     | 75,800     | 73,154     | –       | 23   |
| Marina Aframejewa mit Vosk    | Einzel     | 71,343     | –          | –       | 31   |

| Vielseitigkeit                                                                            |            |                     |                     |          |                    |      |
| Athleten                                                                                  | Wettbewerb | Minuspunkte Dressur | Minuspunkte Gelände | Springen | Minuspunkte Gesamt | Rang |
| Alexander Markow mit Kurfurstin                                                           | Einzel     | 48,90               | –                   | –        | –                  | –    |
| Andrei Mitin mit Gurza                                                                    | Einzel     | 59,90               | –                   | –        | –                  | –    |
| Jewgenija Owtschinnikowa mit Orion                                                        | Einzel     | 66,00               | –                   | –        | –                  | –    |
| Alexander Markow mit Kurfurstin Andrei Mitin mit Gurza Jewgenija Owtschinnikowa mit Orion | Mannschaft | 174,80              | 3000                | –        | 3000               | 13   |

### Ringen
| Athleten                         | Wettbewerb        | 1. Runde         | 1. Runde | Achtelfinale           | Achtelfinale  | Viertelfinale             | Viertelfinale | Halbfinale          | Halbfinale    | Hoffnungsrunde Viertelfinale | Hoffnungsrunde Viertelfinale | Hoffnungsrunde Halbfinale | Hoffnungsrunde Halbfinale | Hoffnungsrunde Finale | Hoffnungsrunde Finale | Finale                | Finale        | Rang   |
| Athleten                         | Wettbewerb        | Gegner           | Ergebnis | Gegner                 | Ergebnis      | Gegner                    | Ergebnis      | Gegner              | Ergebnis      | Gegner                       | Ergebnis                     | Gegner                    | Ergebnis                  | Gegner                | Ergebnis              | Gegner                | Ergebnis      | Rang   |
| -------------------------------- | ----------------- | ---------------- | -------- | ---------------------- | ------------- | ------------------------- | ------------- | ------------------- | ------------- | ---------------------------- | ---------------------------- | ------------------------- | ------------------------- | --------------------- | --------------------- | --------------------- | ------------- | ------ |
| Freistil Frauen                  |                   |                  |          |                        |               |                           |               |                     |               |                              |                              |                           |                           |                       |                       |                       |               |        |
| Milana Dadaschewa                | Klasse bis 48 kg  | Kim Hyon-gyong   |          | Eliza Jankowa          | 1:3           | ausgeschieden             | ausgeschieden | ausgeschieden       | ausgeschieden | ausgeschieden                | ausgeschieden                | ausgeschieden             | ausgeschieden             | ausgeschieden         | ausgeschieden         | ausgeschieden         | ausgeschieden | 11     |
| Walerija Scholobowa              | Klasse bis 58 kg  | Luisa Niemesch   | 3:0      | Pürewdordschiin Orchon | 4:0           | Sakshi Malik              | 3:1           | Aissuluu Tynybekowa | 3:1           | –                            | –                            | –                         | –                         | –                     | –                     | Kaori Icho            | 1:3           | Silber |
| Inna Traschukowa                 | Klasse bis 63 kg  | Marianna Sastin  | 3:0      | Hafize Şahin           | 3:1           | Xu Rui                    | 3:1           | Risako Kawai        | 0:4           | Freilos                      | Freilos                      | Freilos                   | Freilos                   | Monika Michalik       | 1:3                   | ausgeschieden         | ausgeschieden | 5      |
| Natalja Worobjowa                | Klasse bis 69 kg  | Freilos          | Freilos  | Elmira Sysdykowa       | 3:1           | Otschirbatyn Nasanburmaa  | 5:0           | Enas Mostafa        | 5:0           | –                            | –                            | –                         | –                         | –                     | –                     | Sara Doshō            | 1:3           | Silber |
| Jekaterina Bukina                | Klasse bis 75 kg  | Samar Amer       | 3:1      | Yasemin Adar           | 3:1           | Aline da Silva Ferreira   | 3:1           | Güzäl Mänürowa      | 0:5           | Freilos                      | Freilos                      | Freilos                   | Freilos                   | Annabel Laure Ali     | 3:1                   | ausgeschieden         | ausgeschieden | Bronze |
| griechisch-römischer Stil Männer |                   |                  |          |                        |               |                           |               |                     |               |                              |                              |                           |                           |                       |                       |                       |               |        |
| Ibragim Labasanow                | Klasse bis 59 kg  | Almat Kebispajew | 0:3      | ausgeschieden          | ausgeschieden | ausgeschieden             | ausgeschieden | ausgeschieden       | ausgeschieden | ausgeschieden                | ausgeschieden                | ausgeschieden             | ausgeschieden             | ausgeschieden         | ausgeschieden         | ausgeschieden         | ausgeschieden | 16     |
| Islambek Albijew                 | Klasse bis 66 kg  | Ionuț Panait     | 3:1      | Rəsul Çunayev          | 1:3           | ausgeschieden             | ausgeschieden | ausgeschieden       | ausgeschieden | ausgeschieden                | ausgeschieden                | ausgeschieden             | ausgeschieden             | ausgeschieden         | ausgeschieden         | ausgeschieden         | ausgeschieden | 9      |
| Roman Wlassow                    | Klasse bis 75 kg  | Freilos          | Freilos  | Kim Hyeon-woo          | 3:1           | Yang Bin                  | 4:0           | Božo Starčević      | 3:1           | –                            | –                            | –                         | –                         | –                     | –                     | Mark Overgaard Madsen | 3:1           | Gold   |
| Davit Chakvetadze                | Klasse bis 85 kg  | Saman Tahmasebi  | 3:0      | Habibollah Akhlaghi    | 5:0           | Denis Kudla               | 4:0           | Viktor Lőrincz      | 3:1           | –                            | –                            | –                         | –                         | –                     | –                     | Schan Belenjuk        | 3:1           | Gold   |
| Islam Magomedow                  | Klasse bis 98 kg  | Freilos          | Freilos  | Ardo Arusaar           | 3:0           | Cenk İldem                | 1:3           | ausgeschieden       | ausgeschieden | ausgeschieden                | ausgeschieden                | ausgeschieden             | ausgeschieden             | ausgeschieden         | ausgeschieden         | ausgeschieden         | ausgeschieden | 8      |
| Sergei Semjonow                  | Klasse bis 130 kg | Murat Ramonov    | 3:1      | Moʻminjon Abdullayev   | 3:0           | Iakob Kadschaia           | 3:0           | Mijaín López        | 0:3           | Freilos                      | Freilos                      | Freilos                   | Freilos                   | Heiki Nabi            | 3:0                   | ausgeschieden         | ausgeschieden | Bronze |
| Freistil Männer                  |                   |                  |          |                        |               |                           |               |                     |               |                              |                              |                           |                           |                       |                       |                       |               |        |
| Wiktor Lebedew                   | Klasse bis 57 kg  | Freilos          | Freilos  | Sandeep Tomar          | 3:1           | Hassan Rahimi             | 1:3           | ausgeschieden       | ausgeschieden | ausgeschieden                | ausgeschieden                | ausgeschieden             | ausgeschieden             | ausgeschieden         | ausgeschieden         | ausgeschieden         | ausgeschieden | 9      |
| Soslan Ramonow                   | Klasse bis 65 kg  | Haislan Garcia   | 3:1      | Alejandro Valdés       | 3:1           | Gandsorigiin Mandachnaran | 3:0           | Ixtiyor Navroʻzov   | 4:1           | –                            | –                            | –                         | –                         | –                     | –                     | Toghrul Asgarov       | 4:0           | Gold   |
| Aniuar Gedujew                   | Klasse bis 74 kg  | Freilos          | Freilos  | Bekzod Abdurahmonov    | 3:1           | Jordan Burroughs          | 3:1           | Cəbrayıl Həsənov    | 3:1           | –                            | –                            | –                         | –                         | –                     | –                     | Hassan Yazdani        | 1:3           | Silber |
| Abdulraschid Sadulajew           | Klasse bis 86 kg  | Freilos          | Freilos  | István Veréb           | 4:0           | Pedro Ceballos            | 3:0           | Şərif Şərifov       | 3:1           | –                            | –                            | –                         | –                         | –                     | –                     | Selim Yaşar           | 3:0           | Gold   |
| Ansor Boltukajew                 | Klasse bis 97 kg  | Freilos          | Freilos  | Walerij Andrijzew      | 1:3           | ausgeschieden             | ausgeschieden | ausgeschieden       | ausgeschieden | ausgeschieden                | ausgeschieden                | ausgeschieden             | ausgeschieden             | ausgeschieden         | ausgeschieden         | ausgeschieden         | ausgeschieden | 11     |
| Biljal Machow                    | Klasse bis 125 kg | Alen Sassejew    | 1:3      | ausgeschieden          | ausgeschieden | ausgeschieden             | ausgeschieden | ausgeschieden       | ausgeschieden | ausgeschieden                | ausgeschieden                | ausgeschieden             | ausgeschieden             | ausgeschieden         | ausgeschieden         | ausgeschieden         | ausgeschieden | 13     |

### Rudern
Der russische Ruderverband hatte nach dem Abschluss der Qualifikationsphase Ende Mai 2016 zunächst Startplätze in sechs der 14 olympischen Ruderwettbewerbe gesichert. Am 30. Juni 2016 wurde der bei der Qualifikation des Doppelvierers beteiligte Ruderer Sergei Fedorowzew nach der Öffnung der positiven B-Probe eines Dopingtests durch die russische Antidoping-Agentur rückwirkend für den Zeitpunkt der Qualifikation gesperrt. Der Startplatz im Männer-Doppelvierer ging der russischen Rudermannschaft an Neuseeland verloren, die drei anderen Ruderer des russischen Vierers wurden zur Verstärkung der anderen qualifizierten Mannschaften eingesetzt.
Die verbleibenden 28 russischen Ruderer in den Wettbewerbsklassen Vierer ohne Steuermann, Achter der Männer, Leichtgewichts-Vierer der Männer, Achter der Frauen und Leichtgewichts-Doppelzweier der Frauen gerieten im Zuge der Veröffentlichung des McLaren-Reports am 18. Juli 2016 ins Visier des Internationalen Olympischen Komitees (IOC) und des Weltruderverbandes (FISA). Nachdem das IOC um Präsident Thomas Bach die Entscheidung über die Teilnahme russischer Athleten an die internationalen Sportfachverbände mit Ausschlussempfehlungen weiterdelegiert hatte, tagte das Exekutivkomitee der FISA am 25. und 26. Juli 2016.
Am ersten Tag wurden die Ruderer Anastassija Karabelschtschikowa (gemeldet im Achter der Frauen) und Iwan Podschiwalow (gemeldet im Vierer ohne Steuermann der Männer) von den Spielen ausgeschlossen, weil sie im Jahr 2007 jeweils einen positiven Dopingfall hatten und damit nach IOC-Kriterien in diesem Fall auszuschließen seien. Der Ruderer Iwan Balandin aus dem Achter der Männer wurde am selben Tag ausgeschlossen, weil er sich unter den zehn im McLaren-Report erwähnten Ruderern befand, deren Dopingtests im Moskauer Labor manipuliert worden sind. Danach unterzog die FISA alle 547 Blut- und Urinproben der gemeldeten Athleten aus dem Zeitraum 2011 bis 2016 einer genauen Untersuchung. Tests am von Manipulationen betroffenen Moskauer Labor wurden dabei nicht in Betracht gezogen. Weitere positive Ergebnisse oder Unregelmäßigkeiten kamen bei dieser Untersuchung nicht zu Tage. Dennoch legte die FISA die IOC-Empfehlungen sehr eng aus und suspendierte alle russischen Athleten, die im Zeitraum 2011 bis 2016 keinen (negativen) Dopingtest außerhalb Russlands abgeben mussten. Das betraf 17 gemeldete Ruderer des russischen Teams, so dass nur sechs Athleten und den beiden gemeldeten Steuerleuten die Teilnahme an den Olympischen Spielen genehmigt wurde. Die am zweiten Tag ausgeschlossenen Athleten wurden ausdrücklich als „nicht positiv im Zeitraum 2011 bis 2016 getestet“ bezeichnet.
Der russische Ruderverband unter der Führung von Weniamin But sowie die von den Sperren betroffenen Sportler legten gegen die Entscheidung am Internationalen Sportsgerichtshof (CAS) Einspruch ein. Der Ausschluss der 17 nicht außerhalb Russlands getesteten Athleten wurde vom CAS am 2. August bestätigt, ebenso am 3. August die Sperre Balandins wegen eines verschleierten Dopingbefundes. Der Ausschluss Karabelschtschikowas und Podschiwalows wegen der bereits abgesessenen Dopingvergehen im Jahr 2007 wurde dagegen aufgehoben, wodurch Podschiwalow zu den startberechtigten Athleten zählte. Karabelschtschikowa wurde zwischen 2011 und 2016 nicht international getestet und erhielt vom Weltruderverband auch aus diesem Grund keine Startberechtigung.
Bei den ausgeschlossenen Ruderern aufgrund nicht vorhandener internationaler Dopingproben handelt es sich damit um:
- Vierer ohne Steuermann: Semjon Jaganow und Daniil Andrijenko
- Achter der Männer: Alexander Kulesch, Alexander Kornilow, Dmitri Kusnezow
- Leichtgewichts-Vierer der Männer: Maxim Telizin, Alexander Bogdaschin und Alexei Wikulin
- Leichtgewichts-Doppelzweier der Frauen: Aljona Schatagina und Anastassija Janina
- Achter der Frauen: Alexandra Fjodorowa, Jelena Lebedewa, Jelena Orjabinskaja, Julija Popowa, Jekaterina Potapowa, Alewtina Sawkina, Anastassija Tichanowa, Anastassija Karabelschtschikowa

Folgende sieben Ruderer und zwei Steuerleute wurden hingegen zugelassen:
- Alexander Tschaukin (ursprünglich gemeldet im Leichtgewichts-Vierer)
- Georgi Jefremenko (Vierer ohne Steuermann)
- Iwan Podschiwalow (Männer-Vierer)
- Artjom Kossow (Männer-Achter)
- Nikita Morgatschow (Männer-Achter)
- Wladislaw Rjabzew (Männer-Achter)
- Anton Saruzki (Männer-Achter)
- Ksenija Wolkowa (Frauen-Achter) und Pawel Safonkin (Männer-Achter), beide Steuerleute

Da keine anderen Athleten aus Russland nachnominiert werden durften, konnten aus diesen sechs Sportlern der offenen Gewichtsklassen und einem Sportler der Leichtgewichtsklasse bei Weiten nicht mehr alle russischen Startplätze besetzt werden. Einzig ein Start im Vierer ohne Steuermann der Männer war noch möglich und erlaubt. Mit Wirkung vom 26. Juli 2016 wurden durch den Weltruderverband die anderen vier Startplätze anhand der Ergebnisse von der abschließenden Qualifikationsregatta in Luzern am 24. Mai vergeben. Im Achter der Männer und im Leichtgewichts-Doppelzweier der Frauen ging der Startplatz an Italien, im Achter der Frauen an Australien und im Leichtgewichts-Vierer der Männer an Griechenland. Alle nachrückenden Nationen nahmen die zusätzlichen Startplätze auch in Anspruch.
Der russische Verband nahm das verbleibende Startrecht im Vierer ohne Steuermann wahr und meldete dazu die vier Ruderer Saruzki, Kossow, Rjabzew und Morgatschow, die den zehnten Rang bei 13 teilnehmenden Mannschaften belegten.
| Athleten                                                         | Wettbewerb             | Vorlauf     | Vorlauf | Vorlauf       | Hoffnungslauf | Hoffnungslauf | Hoffnungslauf | Halbfinale  | Halbfinale | Halbfinale    | Finale      | Finale | Rang |
| Athleten                                                         | Wettbewerb             | Zeit        | Platz   | Qualifikation | Zeit          | Platz         | Qualifikation | Zeit        | Platz      | Qualifikation | Zeit        | Platz  | Rang |
| ---------------------------------------------------------------- | ---------------------- | ----------- | ------- | ------------- | ------------- | ------------- | ------------- | ----------- | ---------- | ------------- | ----------- | ------ | ---- |
| Männer                                                           |                        |             |         |               |               |               |               |             |            |               |             |        |      |
| Anton Saruzki Artjom Kossow Wladislaw Rjabzew Nikita Morgatschow | Vierer ohne Steuermann | 6:03,89 min | 5       | Hoffnungslauf | 6:39,32 min   | 3             | Halbfinale    | 6:24,89 min | 6          | B-Finale      | 6:02,09 min | 4      | 10   |

### Schießen
| Athleten               | Wettbewerb                               | Qualifikation   | Qualifikation | Halbfinale      | Halbfinale    | Finale          | Finale        | Ringe/ Scheiben | Rang   |
| Athleten               | Wettbewerb                               | Ringe/ Scheiben | Rang          | Ringe/ Scheiben | Rang          | Ringe/ Scheiben | Rang          | Ringe/ Scheiben | Rang   |
| ---------------------- | ---------------------------------------- | --------------- | ------------- | --------------- | ------------- | --------------- | ------------- | --------------- | ------ |
| Frauen                 |                                          |                 |               |                 |               |                 |               |                 |        |
| Witalina Bazaraschkina | Luftpistole 10 Meter                     | 390             | 1             | –               | –             | 197,1           | 2             | 587,1           | Silber |
| Jekaterina Korschunowa | Luftpistole 10 Meter                     | 387             | 2             | –               | –             | 73,5            | 8             | 460,5           | 8      |
| Witalina Bazaraschkina | Sportpistole 25 Meter                    | 578             | 13            | –               | –             | ausgeschieden   | ausgeschieden | 578             | 13     |
| Jekaterina Korschunowa | Sportpistole 25 Meter                    | 582             | 8             | 16              | 5             | ausgeschieden   | ausgeschieden | 598             | 5      |
| Darja Wdowina          | Luftgewehr 10 Meter                      | 417,4           | 4             | –               | –             | 143,5           | 5             | 560,9           | 5      |
| Darja Wdowina          | Kleinkaliber Dreistellungskampf 50 Meter | 579             | 15            | –               | –             | ausgeschieden   | ausgeschieden | 579             | 15     |
| Tatjana Barsuk         | Trap                                     | 62              | 18            | ausgeschieden   | ausgeschieden | ausgeschieden   | ausgeschieden | 62              | 18     |
| Jekaterina Rabaja      | Trap                                     | 65              | 11            | ausgeschieden   | ausgeschieden | ausgeschieden   | ausgeschieden | 65              | 11     |
| Albina Schakirowa      | Skeet                                    | 69              | 7             | ausgeschieden   | ausgeschieden | ausgeschieden   | ausgeschieden | 69              | 7      |
| Männer                 |                                          |                 |               |                 |               |                 |               |                 |        |
| Wladimir Gontscharow   | Luftpistole 10 Meter                     | 580             | 8             | –               | –             | 98,9            | 7             | 678,9           | 7      |
| Wladimir Issakow       | Luftpistole 10 Meter                     | 574             | 31            | –               | –             | ausgeschieden   | ausgeschieden | 574             | 31     |
| Alexei Klimow          | Schnellfeuerpistole 25 Meter             | 581             | 9             | –               | –             | ausgeschieden   | ausgeschieden | 581             | 9      |
| Wladimir Gontscharow   | Freie Pistole 50 Meter                   | 557             | 4             | –               | –             | 111             | 6             | 668             | 6      |
| Denis Kulakow          | Freie Pistole 50 Meter                   | 548             | 23            | –               | –             | ausgeschieden   | ausgeschieden | 548             | 23     |
| Sergei Kamenski        | Luftgewehr 10 Meter                      | 623,2           | 16            | –               | –             | ausgeschieden   | ausgeschieden | 623,2           | 16     |
| Wladimir Maslennikow   | Luftgewehr 10 Meter                      | 629             | 2             | –               | –             | 184,2           | 3             | 813,2           | Bronze |
| Sergei Kamenski        | Kleinkaliber Dreistellungskampf 50 Meter | 1184            | 1             | –               | –             | 458,5           | 2             | 1642,5          | Silber |
| Fjodor Wlassow         | Kleinkaliber Dreistellungskampf 50 Meter | 1176            | 6             | –               | –             | 403,1           | 7             | 1579,1          | 7      |
| Kirill Grigorjan       | Kleinkaliber liegend 50 Meter            | 628,9           | 2             | –               | –             | 187,3           | 3             | 816,2           | Bronze |
| Sergei Kamenski        | Kleinkaliber liegend 50 Meter            | 629             | 1             | –               | –             | 165,8           | 4             | 794,8           | 4      |
| Alexei Alipow          | Trap                                     | 117             | 7             | ausgeschieden   | ausgeschieden | ausgeschieden   | ausgeschieden | 117             | 7      |
| Witali Fokejew         | Doppeltrap                               | 133             | 11            | ausgeschieden   | ausgeschieden | ausgeschieden   | ausgeschieden | 133             | 11     |
| Wassili Mossin         | Doppeltrap                               | 132             | 13            | ausgeschieden   | ausgeschieden | ausgeschieden   | ausgeschieden | 132             | 13     |
| Anton Astachow         | Skeet                                    | 119             | 12            | ausgeschieden   | ausgeschieden | ausgeschieden   | ausgeschieden | 119             | 12     |

### Schwimmen
| Athleten | Wettbewerb          | Vorlauf      | Vorlauf | Halbfinale    | Halbfinale    | Finale        | Finale        | Rang   |
| Athleten | Wettbewerb          | Zeit         | Rang    | Zeit          | Rang          | Zeit          | Rang          | Rang   |
| --- | ------------------- | ------------ | ------- | ------------- | ------------- | ------------- | ------------- | ------ |
| Frauen |                     |              |         |               |               |               |               |        |
| Natalja Lowzowa | 50 m Freistil       | 25,55 s      | 38      | ausgeschieden | ausgeschieden | ausgeschieden | ausgeschieden | 38     |
| Rosalija Nasretdinowa | 50 m Freistil       | 24,94 s      | 22      | ausgeschieden | ausgeschieden | ausgeschieden | ausgeschieden | 22     |
| Natalja Lowzowa | 100 m Freistil      | 55,37 s      | 28      | ausgeschieden | ausgeschieden | ausgeschieden | ausgeschieden | 28     |
| Weronika Popowa | 100 m Freistil      | 54,60 s      | 19      | ausgeschieden | ausgeschieden | ausgeschieden | ausgeschieden | 19     |
| Arina Opjonyschewa | 200 m Freistil      | 1:58,05 min  | 18      | ausgeschieden | ausgeschieden | ausgeschieden | ausgeschieden | 18     |
| Weronika Popowa | 200 m Freistil      | 1:57,08 min  | 11      | 1:57,22 min   | 9             | ausgeschieden | ausgeschieden | 9      |
| Arina Opjonyschewa | 400 m Freistil      | 4:11,83 min  | 20      | –             | –             | ausgeschieden | ausgeschieden | 20     |
| Arina Opjonyschewa | 800 m Freistil      | 8:48,89 min  | 26      | –             | –             | ausgeschieden | ausgeschieden | 26     |
| Natalja Lowzowa | 100 m Schmetterling | 59,19 s      | 25      | ausgeschieden | ausgeschieden | ausgeschieden | ausgeschieden | 25     |
| Swetlana Tschimrowa | 100 m Schmetterling | 58,41 s      | 19      | ausgeschieden | ausgeschieden | ausgeschieden | ausgeschieden | 19     |
| Julija Jefimowa | 100 m Brust         | 1:05,79 min  | 2       | 1:05,72 min   | 2             | 1:05,50 min   | 2             | Silber |
| Darja Tschikunowa | 100 m Brust         | 1:09,12 min  | 28      | ausgeschieden | ausgeschieden | ausgeschieden | ausgeschieden | 28     |
| Sofja Andrejewa | 200 m Brust         | 2:26,58 min  | 16      | 2:25,90 min   | 15            | ausgeschieden | ausgeschieden | 15     |
| Julija Jefimowa | 200 m Brust         | 2:23,90 min  | 8       | 2:22,52 min   | 6             | 2:21,97 min   | 2             | Silber |
| Anastassija Fessikowa | 100 m Rücken        | 1:00,04 min  | 10      | 59,68 s       | 9             | ausgeschieden | ausgeschieden | 9      |
| Darja Ustinowa | 100 m Rücken        | 1:01,45 min  | 23      | ausgeschieden | ausgeschieden | ausgeschieden | ausgeschieden | 23     |
| Anastassija Fessikowa | 200 m Rücken        | 2:10,39 min  | 14      | 2:09,12 min   | 11            | ausgeschieden | ausgeschieden | 11     |
| Darja Ustinowa | 200 m Rücken        | 2:09,96 min  | 13      | 2:08,84 min   | 7             | 2:07,89 min   | 4             | 4      |
| Wiktorija Andrejewa | 200 m Lagen         | 2:13,01 min  | 16      | 2:10,87 min   | 8             | 2:12,28 min   | 7             | 7      |
| Wiktorija Andrejewa Natalja Lowzowa Rosalija Nasretdinowa Weronika Popowa                                                       | 4 × 100 m Freistil  | 3:37,68 min  | 10      | –             | –             | ausgeschieden | ausgeschieden | 10     |
| Wiktorija Andrejewa Arina Opjonyschewa Darja Mullakajewa Weronika Popowa Darja Ustinowa                                         | 4 × 200 m Freistil  | 7:50,52 min  | 4       | –             | –             | 7:53,26 min   | 7             | 7      |
| Anastassija Fessikowa Julija Jefimowa Swetlana Tschimrowa Weronika Popowa                                                       | 4 × 100 m Lagen     | 3:57,44 min  | 4       | –             | –             | 3:55,66 min   | 6             | 6      |
| Anastassija Krapiwina | 10 km Freiwasser    | –            | –       | –             | –             | 1:57:25,9 h   | 8             | 8      |
| Männer |                     |              |         |               |               |               |               |        |
| Alexei Brjanski | 50 m Freistil       | 22,33 s      | 28      | ausgeschieden | ausgeschieden | ausgeschieden | ausgeschieden | 28     |
| Wladimir Morosow | 50 m Freistil       | 21,81 s      | 6       | 21,88 s       | 10            | ausgeschieden | ausgeschieden | 10     |
| Andrei Gretschin | 100 m Freistil      | 48,75 s      | 21      | ausgeschieden | ausgeschieden | ausgeschieden | ausgeschieden | 21     |
| Wladimir Morosow | 100 m Freistil      | 48,39 s      | 8       | 48,26 s       | 9             | ausgeschieden | ausgeschieden | 9      |
| Alexander Krasnych | 200 m Freistil      | 1:47,15 min  | 16      | 1:45,69 min   | 4             | 1:45,91 min   | 8             | 8      |
| Nikita Lobinzew | 200 m Freistil      | 1:49,35 min  | 36      | ausgeschieden | ausgeschieden | ausgeschieden | ausgeschieden | 36     |
| Wjatscheslaw Andrussenko | 400 m Freistil      | 3:50,23 min  | 30      | –             | –             | ausgeschieden | ausgeschieden | 30     |
| Alexander Krasnych | 400 m Freistil      | 3:47,39 min  | 15      | –             | –             | ausgeschieden | ausgeschieden | 15     |
| Ilja Druschinin | 1500 m Freistil     | 14:59,56 min | 13      | –             | –             | ausgeschieden | ausgeschieden | 13     |
| Jaroslaw Potapow | 1500 m Freistil     | 15:00,99 min | 14      | –             | –             | ausgeschieden | ausgeschieden | 14     |
| Jewgeni Koptelow | 100 m Schmetterling | 52,01 s      | 15      | 52,50 s       | 16            | ausgeschieden | ausgeschieden | 16     |
| Alexander Sadownikow | 100 m Schmetterling | 51,91 s      | 13      | 51,71 s       | 7             | 51,84 s       | 8             | 8      |
| Jewgeni Koptelow | 200 m Schmetterling | 1:56,13 min  | 11      | 1:56,46 min   | 11            | ausgeschieden | ausgeschieden | 11     |
| Daniil Pachomow | 200 m Schmetterling | 1:57,36 min  | 24      | ausgeschieden | ausgeschieden | ausgeschieden | ausgeschieden | 24     |
| Kirill Prigoda | 100 m Brust         | 1:00,37 min  | 20      | ausgeschieden | ausgeschieden | ausgeschieden | ausgeschieden | 20     |
| Wsewolod Sanko | 100 m Brust         | 59,91 s      | 13      | 1:00,39 min   | 14            | ausgeschieden | ausgeschieden | 14     |
| Anton Tschupkow | 200 m Brust         | 2:07,93 min  | 1       | 2:08,08 min   | 6             | 2:07,70 min   | 3             | Bronze |
| Ilja Chomenko | 200 m Brust         | 2:08,94 min  | 4       | 2:09,73 min   | 10            | ausgeschieden | ausgeschieden | 10     |
| Jewgeni Rylow | 100 m Rücken        | 53,25 s      | 6       | 52,84 s       | 6             | 52,74 s       | 6             | 6      |
| Grigori Tarassewitsch | 100 m Rücken        | 53,65 s      | 11      | 53,46 s       | 9             | ausgeschieden | ausgeschieden | 9      |
| Jewgeni Rylow | 200 m Rücken        | 1:55,02 min  | 1       | 1:54,45 min   | 1             | 1:53,97 min   | 3             | Bronze |
| Andrei Schabassow | 200 m Rücken        | 1:56,50 min  | 6       | 1:56,84 min   | 12            | ausgeschieden | ausgeschieden | 12     |
| Semjon Makowitsch | 200 m Lagen         | 1:59,86 min  | 18      | ausgeschieden | ausgeschieden | ausgeschieden | ausgeschieden | 18     |
| Andrei Gretschin Danila Isotow Wladimir Morosow Alexander Popkow Alexander Suchorukow                                           | 4 × 100 m Freistil  | 3:12,04 min  | 1       | –             | –             | 3:11,64 min   | 4             | 4      |
| Wjatscheslaw Andrussenko Michail Dowgaljuk Danila Isotow Alexander Krasnych Nikita Lobinzew                                     | 4 × 200 m Freistil  | 7:06,81 min  | 3       | –             | –             | 7:05,70 min   | 5             | 5      |
| Anton Tschupkow Jewgeni Koptelow Wladimir Morosow Jewgeni Rylow Alexander Sadownikow Alexander Suchorukow Grigori Tarassewitsch | 4 × 100 m Lagen     | 3:32,95 min  | 6       | –             | –             | 3:31,30 min   | 4             | 4      |
| Jewgeni Dratzew | 10 km Freiwasser    | –            | –       | –             | –             | 1:53:04,8 h   | 11            | 11     |

### Segeln
Fleet Race
| Athleten                            | Wettbewerb      | Qualifikation | Qualifikation | Medal Race    | Medal Race    | Punkte | Rang   |
| Athleten                            | Wettbewerb      | Punkte        | Rang          | Punkte        | Rang          | Punkte | Rang   |
| ----------------------------------- | --------------- | ------------- | ------------- | ------------- | ------------- | ------ | ------ |
| Frauen                              |                 |               |               |               |               |        |        |
| Stefanija Jelfutina                 | Windsurfen RS:X | 55            | 2             | 14            | 7             | 69     | Bronze |
| Ljudmila Dmitrijewa Alissa Kiriljuk | 470er           | 107           | 14            | ausgeschieden | ausgeschieden | 107    | 14     |
| Männer                              |                 |               |               |               |               |        |        |
| Maksym Oberemko                     | Windsurfen RS:X | 139           | 16            | ausgeschieden | ausgeschieden | 139    | 16     |
| Sergei Komissarow                   | Laser           | 129           | 15            | ausgeschieden | ausgeschieden | 129    | 15     |
| Denis Gribanow Pawel Sosykin        | 470er           | 118           | 14            | ausgeschieden | ausgeschieden | 118    | 14     |

### Synchronschwimmen
| Athletinnen | Wettbewerb | Qualifikation     | Qualifikation     | Qualifikation  | Qualifikation  | Qualifikation | Qualifikation | Finale         | Finale         | Finale           | Finale           |
| Athletinnen | Wettbewerb | Technische Kür TK | Technische Kür TK | Freie Kür FK-Q | Freie Kür FK-Q | Gesamt        | Gesamt        | Freie Kür FK-F | Freie Kür FK-F | Gesamt TK + FK-F | Gesamt TK + FK-F |
| Athletinnen | Wettbewerb | Punkte            | Rang              | Punkte         | Rang           | Punkte        | Rang          | Punkte         | Rang           | Punkte           | Rang             |
| --- | ---------- | ----------------- | ----------------- | -------------- | -------------- | ------------- | ------------- | -------------- | -------------- | ---------------- | ---------------- |
| Frauen |            |                   |                   |                |                |               |               |                |                |                  |                  |
| Natalja Ischtschenko Swetlana Romaschina | Duett      | 96,4577           | 1                 | 98,0667        | 1              | 194,5244      | 1             | 98,5333        | 1              | 194,9910         | Gold             |
| Wlada Tschigirjowa Natalja Ischtschenko Swetlana Kolesnitschenko Alexandra Pazkewitsch Swetlana Romaschina Alla Schischkina Marija Schurotschkina Gelena Topilina Jelena Prokofjewa | Mannschaft | 97,0106           | 1                 | –              | –              | –             | –             | 99,1333        | 1              | 196,1439         | Gold             |

### Taekwondo
| Athleten                  | Wettbewerb       | Achtelfinale    | Achtelfinale | Viertelfinale  | Viertelfinale | Hoffnungsrunde Halbfinale | Hoffnungsrunde Halbfinale | Halbfinale    | Halbfinale    | Hoffnungsrunde Finale | Hoffnungsrunde Finale | Finale          | Finale        | Rang          |
| Athleten                  | Wettbewerb       | Gegner          | Ergebnis     | Gegner         | Ergebnis      | Gegner                    | Ergebnis                  | Gegner        | Ergebnis      | Gegner                | Ergebnis              | Gegner          | Ergebnis      | Rang          |
| ------------------------- | ---------------- | --------------- | ------------ | -------------- | ------------- | ------------------------- | ------------------------- | ------------- | ------------- | --------------------- | --------------------- | --------------- | ------------- | ------------- |
| Frauen                    |                  |                 |              |                |               |                           |                           |               |               |                       |                       |                 |               |               |
| Anastassija Baryschnikowa | Klasse bis 67 kg | Rabia Güleç     | 8:9          | ausgeschieden  | ausgeschieden | ausgeschieden             | ausgeschieden             | ausgeschieden | ausgeschieden | ausgeschieden         | ausgeschieden         | ausgeschieden   | ausgeschieden | ausgeschieden |
| Männer                    |                  |                 |              |                |               |                           |                           |               |               |                       |                       |                 |               |               |
| Alexei Denissenko         | Klasse bis 68 kg | Edgar Contreras | 12:1         | Servet Tazegül | 19:6          | –                         | –                         | Jaouad Achab  | 6:1           | –                     | –                     | Ahmad Abughaush | 6:10          | Silber        |
| Albert Gaun               | Klasse bis 80 kg | Steven Lopez    | 4:7          | ausgeschieden  | ausgeschieden | ausgeschieden             | ausgeschieden             | ausgeschieden | ausgeschieden | ausgeschieden         | ausgeschieden         | ausgeschieden   | ausgeschieden | ausgeschieden |

### Tennis
Am 24. Juli 2016 gab die Internationale Tennis Federation (ITF) im Zusammenhang mit dem Teilausschluss Russlands an, alle acht Tennisspielerinnen und Tennisspieler, die für Russland nominiert waren, würden die Kriterien des Internationalen Olympischen Komitees vom 24. Juli 2016 für die Teilnahme russischer Athleten an den Olympischen Sommerspielen 2016 erfüllen, weil sie sich seit 2014 einer bedeutenden Anzahl von Anti-Doping-Tests außerhalb Russlands sowohl innerhalb als auch außerhalb von Tennisturnieren unterzogen hätten. Nicht nominiert worden war Marija Scharapowa, obwohl sie die Qualifikationskriterien erfüllt hatte, weil sie am 8. Juni 2016 wegen eines Dopingvergehens von der ITF für zwei Jahre gesperrt worden war.
| Athleten                            | Wettbewerb | 1. Runde                            | 1. Runde           | 2. Runde                  | 2. Runde       | Achtelfinale                    | Achtelfinale  | Viertelfinale                         | Viertelfinale | Halbfinale                      | Halbfinale    | Finale                          | Finale        |
| Athleten                            | Wettbewerb | Gegner                              | Ergebnis           | Gegner                    | Ergebnis       | Gegner                          | Ergebnis      | Gegner                                | Ergebnis      | Gegner                          | Ergebnis      | Gegner                          | Ergebnis      |
| ----------------------------------- | ---------- | ----------------------------------- | ------------------ | ------------------------- | -------------- | ------------------------------- | ------------- | ------------------------------------- | ------------- | ------------------------------- | ------------- | ------------------------------- | ------------- |
| Frauen                              |            |                                     |                    |                           |                |                                 |               |                                       |               |                                 |               |                                 |               |
| Darja Kassatkina                    | Einzel     | Ons Jabeur                          | 3:6, 7:64, 6:1     | Zheng Saisai              | 6:1, 6:4       | Sara Errani                     | 7:5, 6:2      | Madison Keys                          | 3:6, 1:6      | ausgeschieden                   | ausgeschieden | ausgeschieden                   | ausgeschieden |
| Swetlana Kusnezowa                  | Einzel     | Wang Qiang                          | 6:1, 4:6, 6:0      | Monica Niculescu          | walkover       | Johanna Konta                   | 6:3, 5:7, 5:7 | ausgeschieden                         | ausgeschieden | ausgeschieden                   | ausgeschieden | ausgeschieden                   | ausgeschieden |
| Jekaterina Makarowa                 | Einzel     | Çağla Büyükakçay                    | 3:6, 6:0, 7:66     | Anna Karolína Schmiedlová | 3:6, 6:4, 6:2  | Petra Kvitová                   | 6:4, 4:6, 4:6 | ausgeschieden                         | ausgeschieden | ausgeschieden                   | ausgeschieden | ausgeschieden                   | ausgeschieden |
| Anastassija Pawljutschenkowa        | Einzel     | Magda Linette                       | 6:0, 6:3           | Mónica Puig               | 3:6, 2:6       | ausgeschieden                   | ausgeschieden | ausgeschieden                         | ausgeschieden | ausgeschieden                   | ausgeschieden | ausgeschieden                   | ausgeschieden |
| Darja Kassatkina Swetlana Kusnezowa | Doppel     | Anna-Lena Grönefeld Laura Siegemund | 6:1, 6:4           | –                         | –              | Misaki Doi Eri Hozumi           | 6:4, 1:6, 6:1 | Andrea Hlaváčková Lucie Hradecká      | 1:6, 6:4, 5:7 | ausgeschieden                   | ausgeschieden | ausgeschieden                   | ausgeschieden |
| Jekaterina Makarowa Jelena Wesnina  | Doppel     | Anastasia Rodionova Arina Rodionova | 6:1, 6:2           | –                         | –              | Andreea Mitu Ioana Raluca Olaru | 6:1, 6:4      | Garbiñe Muguruza Carla Suárez Navarro | 6:3, 6:4      | Lucie Šafářová Barbora Strýcová | 7:67, 6:4     | Timea Bacsinszky Martina Hingis | 6:4, 6:4      |
| Männer                              |            |                                     |                    |                           |                |                                 |               |                                       |               |                                 |               |                                 |               |
| Jewgeni Donskoi                     | Einzel     | Jan-Lennard Struff                  | 6:3, 6:4           | David Ferrer              | 3:6, 7:61, 7:5 | Steve Johnson                   | 1:6, 1:6      | ausgeschieden                         | ausgeschieden | ausgeschieden                   | ausgeschieden | ausgeschieden                   | ausgeschieden |
| Teimuras Gabaschwili                | Einzel     | Radu Albot                          | 6:4, 4:6, 4:6      | ausgeschieden             | ausgeschieden  | ausgeschieden                   | ausgeschieden | ausgeschieden                         | ausgeschieden | ausgeschieden                   | ausgeschieden | ausgeschieden                   | ausgeschieden |
| Andrei Kusnezow                     | Einzel     | Roberto Bautista Agut               | 7:64, 2:6, Aufgabe | ausgeschieden             | ausgeschieden  | ausgeschieden                   | ausgeschieden | ausgeschieden                         | ausgeschieden | ausgeschieden                   | ausgeschieden | ausgeschieden                   | ausgeschieden |

### Tischtennis
| Athleten            | Wettbewerb | 1. Runde      | 1. Runde | 2. Runde              | 2. Runde      | 3. Runde      | 3. Runde      | Achtelfinale  | Achtelfinale  | Viertelfinale | Viertelfinale | Halbfinale    | Halbfinale    | Finale        | Finale        | Rang          |
| Athleten            | Wettbewerb | Gegner        | Ergebnis | Gegner                | Ergebnis      | Gegner        | Ergebnis      | Gegner        | Ergebnis      | Gegner        | Ergebnis      | Gegner        | Ergebnis      | Gegner        | Ergebnis      | Rang          |
| ------------------- | ---------- | ------------- | -------- | --------------------- | ------------- | ------------- | ------------- | ------------- | ------------- | ------------- | ------------- | ------------- | ------------- | ------------- | ------------- | ------------- |
| Frauen              |            |               |          |                       |               |               |               |               |               |               |               |               |               |               |               |               |
| Marija Dolgich      | Einzel     | Jian Fang Lay | 3:4      | ausgeschieden         | ausgeschieden | ausgeschieden | ausgeschieden | ausgeschieden | ausgeschieden | ausgeschieden | ausgeschieden | ausgeschieden | ausgeschieden | ausgeschieden | ausgeschieden | ausgeschieden |
| Polina Michailowa   | Einzel     | Freilos       | Freilos  | Wiktoryja Paulowitsch | 2:4           | ausgeschieden | ausgeschieden | ausgeschieden | ausgeschieden | ausgeschieden | ausgeschieden | ausgeschieden | ausgeschieden | ausgeschieden | ausgeschieden | ausgeschieden |
| Männer              |            |               |          |                       |               |               |               |               |               |               |               |               |               |               |               |               |
| Alexander Schibajew | Einzel     | Freilos       | Freilos  | Jakub Dyjas           | 4:0           | Timo Boll     | 3:4           | ausgeschieden | ausgeschieden | ausgeschieden | ausgeschieden | ausgeschieden | ausgeschieden | ausgeschieden | ausgeschieden | ausgeschieden |

### Triathlon
Die Internationale Triathlon Union (ITU) entschied, dass alle sechs für Olympia qualifizierten Russen auch in Rio starten durften.
| Athleten                | Wettbewerb | Zeit      | Rang |
| ----------------------- | ---------- | --------- | ---- |
| Frauen                  |            |           |      |
| Alexandra Rasarjonowa   | Einzel     | 2:01:09 h | 20   |
| Marija Schorez          | Einzel     | 2:01:33 h | 25   |
| Anastassija Abrossimowa | Einzel     | 2:02:45 h | 32   |
| Männer                  |            |           |      |
| Igor Poljanski          | Einzel     | 1:49:11 h | 31   |
| Dmitri Poljanski        | Einzel     | 1:49:26 h | 32   |
| Alexander Brjuchankow   | Einzel     | DNF       | –    |

### Turnen

#### Gerätturnen
| Athleten                                                                            | Wettbewerb           | Qualifikation | Qualifikation | Finale  | Finale | Rang   |
| Athleten                                                                            | Wettbewerb           | Punkte        | Rang          | Punkte  | Rang   | Rang   |
| ----------------------------------------------------------------------------------- | -------------------- | ------------- | ------------- | ------- | ------ | ------ |
| Frauen                                                                              |                      |               |               |         |        |        |
| Marija Passeka                                                                      | Sprung               | 14,733        | 4             | 15,253  | 2      | Silber |
| Alija Mustafina                                                                     | Stufenbarren         | 15,833        | 2             | 15,900  | 1      | Gold   |
| Darja Spiridonowa                                                                   | Stufenbarren         | 15,683        | 4             | 13,966  | 8      | 8      |
| Alija Mustafina                                                                     | Mehrkampf Einzel     | 58,098        | 6             | 58,665  | 3      | Bronze |
| Seda Tutchaljan                                                                     | Mehrkampf Einzel     | 58,207        | 5             | 54,665  | 22     | 22     |
| Angelina Melnikowa Alija Mustafina Marija Passeka Darja Spiridonowa Seda Tutchaljan | Mehrkampf Mannschaft | 174,620       | 3             | 176,688 | 2      | Silber |
| Männer                                                                              |                      |               |               |         |        |        |
| Dawid Beljawski                                                                     | Pauschenpferd        | 15,300        | 8             | 15,400  | 5      | 5      |
| Mykola Kuksenkow                                                                    | Pauschenpferd        | 15,383        | 6             | 15,233  | 6      | 6      |
| Denis Abljasin                                                                      | Ringe                | 15,633        | 4             | 15,700  | 3      | Bronze |
| Denis Abljasin                                                                      | Sprung               | 15,400        | 2             | 15,516  | 2      | Silber |
| Nikita Nagorny                                                                      | Sprung               | 15,266        | 6             | 15,316  | 5      | 5      |
| Dawid Beljawski                                                                     | Barren               | 15,933        | 2             | 15,783  | 3      | Bronze |
| Dawid Beljawski                                                                     | Mehrkampf Einzel     | 89,799        | 3             | 90,498  | 4      | 4      |
| Nikolai Kuksenkow                                                                   | Mehrkampf Einzel     | 88,848        | 9             | 87,732  | 13     | 13     |
| Denis Abljasin Dawid Beljawski Iwan Stretowitsch Nikolai Kuksenkow Nikita Nagorny   | Mehrkampf Mannschaft | 269,612       | 3             | 271,453 | 2      | Silber |

#### Rhythmische Sportgymnastik
| Athletinnen                                                                                       | Wettbewerb           | Qualifikation | Qualifikation | Finale | Finale | Rang   |
| Athletinnen                                                                                       | Wettbewerb           | Punkte        | Rang          | Punkte | Rang   | Rang   |
| ------------------------------------------------------------------------------------------------- | -------------------- | ------------- | ------------- | ------ | ------ | ------ |
| Frauen                                                                                            |                      |               |               |        |        |        |
| Jana Kudrjawzewa                                                                                  | Mehrkampf Einzel     | 73,998        | 2             | 75,608 | 2      | Silber |
| Margarita Mamun                                                                                   | Mehrkampf Einzel     | 74,383        | 1             | 76,483 | 1      | Gold   |
| Wera Birjukowa Anastassija Blisnjuk Anastassija Maximowa Anastassija Tatarewa Marija Tolkatschowa | Mehrkampf Mannschaft | 35,516        | 2             | 36,233 | 1      | Gold   |

#### Trampolinturnen
| Athleten        | Wettbewerb | Qualifikation | Qualifikation | Finale        | Finale        | Rang |
| Athleten        | Wettbewerb | Punkte        | Rang          | Punkte        | Rang          | Rang |
| --------------- | ---------- | ------------- | ------------- | ------------- | ------------- | ---- |
| Frauen          |            |               |               |               |               |      |
| Jana Pawlowa    | Einzel     | 98,060        | 9             | ausgeschieden | ausgeschieden | 9    |
| Männer          |            |               |               |               |               |      |
| Dmitri Uschakow | Einzel     | 109,180       | 4             | 59,525        | 5             | 5    |
| Andrei Judin    | Einzel     | 108,725       | 5             | 6,815         | 8             | 8    |

### Volleyball
| Wettbewerb    | Frauen | Männer |
| ------------- | --- | --- |
| Athleten      | Jana Schtscherban Jelena Jeschowa Irina Sarjaschko Darja Malygina Natalija Obmotschajewa Wera Uljakina Jekaterina Kosjanenko Irina Fetissowa Tatjana Koschelewa Irina Woronkowa Anna Malowa Anastassija Samoilenko | Igor Kobsar Sergei Grankin Dmitri Wolkow Sergei Tetjuchin Andrei Aschtschew Konstantin Bakun Artjom Wolwitsch Alexei Werbow Maxim Michailow Alexander Wolkow Jegor Kljuka Artjom Jermakow |
| Trainer       | Juri Maritschew | Wladimir Alekno |
| Gruppenphase  | Argentinien (3:0) Südkorea (3:1) Kamerun (3:0) Japan (3:0) Brasilien (0:3) | Kuba (3:1) Argentinien (1:3) Ägypten (3:0) Polen (3:2) Iran (3:0) |
| Viertelfinale | Serbien (0:3) | Kanada (3:0) |
| Halbfinale    | ausgeschieden | Brasilien (0:3) |
| Finale        | ausgeschieden | USA (2:3) |
| Platzierung   | 5. Platz | 4. Platz |

### Wasserball
| Wettbewerb      | Frauen |
| --------------- | --- |
| Athleten        | Anna Ustjuchina Anna Karnauch Marija Borissowa Anna Grinjowa Nadeschda Glysina Jekaterina Prokofjewa Elwina Karimowa Olga Gorbunowa Jekaterina Lissunowa Anastassija Simanowitsch Anna Timofejewa Jewgenija Sobolewa Jewgenija Iwanowa |
| Trainer         | Alexander Gaidukow |
| Gruppenphase    | Australien (4:14) Brasilien (14:7) Italien (5:10) |
| Viertelfinale   | Spanien (12:10) |
| Halbfinale      | Italien (9:12) |
| Spiel um Bronze | Ungarn (12:12, 7:6 n. PSO) |
| Platzierung     | Bronze |

### Wasserspringen
| Athleten                           | Wettbewerb            | Vorkampf | Vorkampf | Halbfinale    | Halbfinale    | Finale        | Finale        | Rang |
| Athleten                           | Wettbewerb            | Punkte   | Rang     | Punkte        | Rang          | Punkte        | Rang          | Rang |
| ---------------------------------- | --------------------- | -------- | -------- | ------------- | ------------- | ------------- | ------------- | ---- |
| Frauen                             |                       |          |          |               |               |               |               |      |
| Nadeschda Baschina                 | Kunstspringen 3 m     | 252,00   | 26       | ausgeschieden | ausgeschieden | ausgeschieden | ausgeschieden | 26   |
| Kristina Iljinych                  | Kunstspringen 3 m     | 304,05   | 15       | 295,20        | 15            | ausgeschieden | ausgeschieden | 15   |
| Jekaterina Petuchowa               | Turmspringen 10 m     | 317,25   | 11       | 259,50        | 18            | ausgeschieden | ausgeschieden | 18   |
| Julija Timoschinina                | Turmspringen 10 m     | 212,25   | 28       | ausgeschieden | ausgeschieden | ausgeschieden | ausgeschieden | 28   |
| Männer                             |                       |          |          |               |               |               |               |      |
| Jewgeni Kusnezow                   | Kunstspringen 3 m     | 449,90   | 4        | 468,35        | 3             | 481,35        | 4             | 4    |
| Ilja Sacharow                      | Kunstspringen 3 m     | 389,90   | 18       | 345,60        | 18            | ausgeschieden | ausgeschieden | 18   |
| Wiktor Minibajew                   | Turmspringen 10 m     | 462,25   | 8        | 474,10        | 6             | 481,60        | 8             | 8    |
| Nikita Schleicher                  | Turmspringen 10 m     | 418,15   | 16       | 415,75        | 17            | ausgeschieden | ausgeschieden | 17   |
| Jewgeni Kusnezow Ilja Sacharow     | Synchronspringen 3 m  | –        | –        | –             | –             | 385,17        | 7             | 7    |
| Wiktor Minibajew Nikita Schleicher | Synchronspringen 10 m | –        | –        | –             | –             | 417,57        | 7             | 7    |